# Lamas (Friol)
Lamas (llamada oficialmente Santa María de Lamas) es una parroquia y un lugar español del municipio de Friol, en la provincia de Lugo, Galicia.

## Organización territorial
La parroquia está formada por una entidad de población:
- Lamas

## Demografía
Gráfica demográfica del lugar y parroquia de Lamas según el INE español:
| Gráfica de evolución demográfica de Lamas entre 2000 y 2019 |
|                                                             |
| Datos según el nomenclátor publicado por el INE.            |